# Stevenston

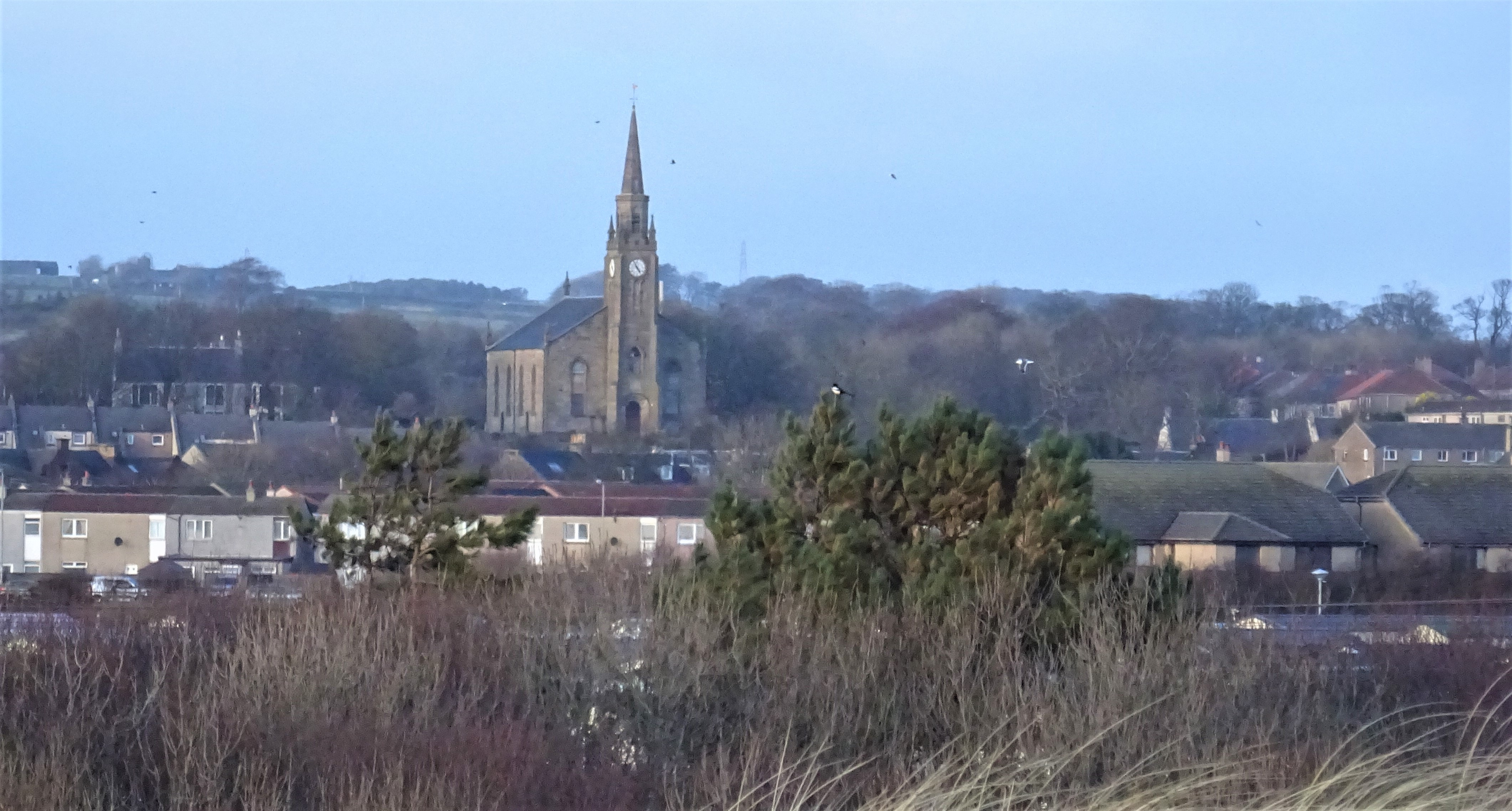
Stevenston High Kirk e cidade de Stevenston Burrows, North Ayrshire, Escócia.

Stevenston (em scots:  Steenstoun, em gaélico escocês:  Baile Steaphain) é uma cidade e paróquia em North Ayrshire, Escócia.